# Nacerdes testacea
Nacerdes testacea is een keversoort uit de familie schijnboktorren (Oedemeridae). De wetenschappelijke naam van de soort is voor het eerst geldig gepubliceerd in 1896 door Horn.